# Piscine de Karhula
La piscine de Karhula (finnois : Karhulan uimahalli) est une piscine située dans le quartier de Karhula à  Kotka en Finlande.

## Présentation
La piscine a été construite en 1978.
La longueur du bassin principal est de 25 mètres pour une profondeur de 1,4 m – 3,8 m, température de l'eau +26.5°c. 
La piscine dispose d'un bassin pour enfants d'une profondeur de 0,9 m avec température de l'eau +27°c, d'un bassin d'eau froide d'une profondeur de 1,4 m et dont l'eau est à +5°c.
La piscine compte aussi deux salles de sport.
Le plongeoir du bassin principal est à trois mètres de haut.
La piscine de Karhula a été rénovée en 2009-2010.
La piscine de Karhula est reliée par un escalier au parc sportif de Karhula.